# Miguel Montuori
Miguel Ángel Montuori (Rosario, Argentina, 24 de septiembre de 1932 - Florencia, Italia, 4 de junio de 1998) fue un futbolista argentino nacionalizado italiano. Jugaba de delantero y desarrolló su carrera en Argentina, Chile e Italia. Jugó 12 partidos por la selección italiana, anotando 2 goles.
Sus restos descansan en el Mausoleo Italiano del Cementerio General de Santiago.

## Clubes
| Club                 | País      | Año       |
| -------------------- | --------- | --------- |
| Racing Club          | Argentina | 1951-1953 |
| Universidad Católica | Chile     | 1953-1955 |
| Fiorentina           | Italia    | 1956-1961 |

## Palmarés

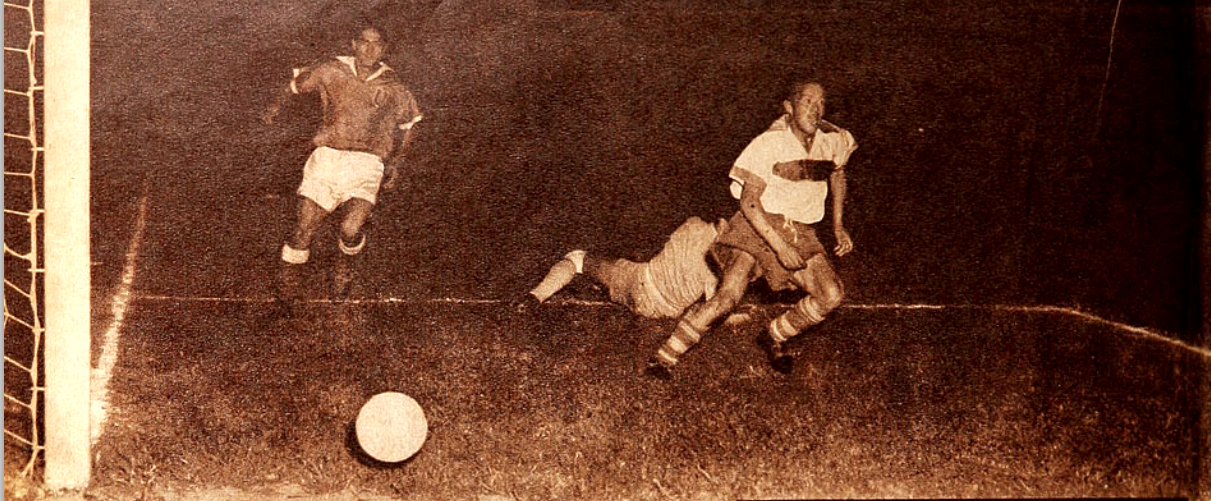
Tercer gol de Miguel Ángel Montuori en la goleada 5-0 de Universidad Católica sobre Universidad de Chile en 1954.

### Campeonatos nacionales
| Título           | Club                 | País   | Año     |
| ---------------- | -------------------- | ------ | ------- |
| Primera División | Universidad Católica | Chile  | 1954    |
| Serie A          | Fiorentina           | Italia | 1955-56 |
| Copa de Italia   | Fiorentina           | Italia | 1960-61 |

### Copas internacionales
| Título           | Club       | País   | Año     |
| ---------------- | ---------- | ------ | ------- |
| Recopa de Europa | Fiorentina | Italia | 1960-61 |